# Биккьери, Гуала
Гуала Биккьери (Guala Bicchieri, Can. Reg. Di S. Pietro Of Pavia, его имя также пишут как Jacopo или Giacomo, а фамилию как Beccaria) — католический церковный деятель XII века. На консистории 1205 года был провозглашен кардиналом-дьяконом с титулом церкви Санта-Марии-ин-Портико-Октавиа. В 1211 году стал кардиналом-священником с титулом церкви Санти-Сильвестро-э-Мартино-ай-Монти. Участвовал в выборах папы 1216 (Гонорий III) и 1227 (Григорий IX) годов.